# Air Supply
Air Supply é um duo australiano formado em 1975 por Graham Russell e Russell Hitchcock.
Graham Russell, músico britânico, encontrou-se com Russell Hitchcock nos ensaios para um musical chamado "Jesus Christ Superstar" ocorrido em Sydney, Austrália, se tornaram amigos e juntos formaram a banda. Seu repertório é em maior parte de composição do próprio vocalista e instrumentista, Graham Russell.

## Carreira
O primeiro hit da banda foi "Lost in Love", mas outros sucessos como "I Can Wait Forever", "All Out of Love", "The One That You Love", "Sweet Dreams", "Making Love Out of Nothing at All", "Someone Who Believes in You" e "Goodbye", "Here I Am", "Stop the Tears", "Lonely Is The Night", "Young Love", "Just As I Am"  são conhecidos em quase todos os países. A canção "Sweet Dreams" vem sendo performada pela banda de maneiras diferentes a cada turnê, em 1995 foi reeditada para uma versão mais sinfônica, e que foi gravada ao vivo para CD e VHS - na época - e DVD mais tarde, em um show na Taipei, onde foram regravados muitos hits e duas novas canções para a comemoração dos 20 anos de formação da banda Air Supply.
Em julho de 2005, Grahamm e Russell lançaram o álbum de vídeo It Was 30 Years Ago Today para comemorar os 30 anos da banda.
Em 2007, o compositor e vocalista Graham Russell iniciou um projeto solo, no qual compôs canções para serem lançadas juntamente com a turnê de 2007, um álbum chamado The Future. Esta foi a primeira vez que Graham lança-se em um álbum no qual somente ele canta, sem o parceiro Hitchcock.

## Integrantes
Fontes: 
Formação atual
- Russell Hitchcock – vocais (1975–presente)
- Graham Russell – vocais, violão e guitarra rítmica (1975–presente)
- Aaron McLain - guitarra solo, diretor musical (2011–presente)
- Mirko Tessandori - teclados (2016–presente)
- Doug Gild - baixo (2017–presente)
- Pavel Valdman - bateria (2020–presente)

Ex-integrantes
- Chrissie Hammond – vocais (1975)
- Jeremy Paul – vocais, vocais de apoio e baixo (1975–1977)
- Mark McEntee – guitarra solo (1976)
- Jeff Browne – bateria (1976)
- Adrian Scott – teclados (1976–1977)
- Brenton White – guitarra solo (1977)
- Rex Goh – guitarra solo (1977, 1981–1983, 1997)
- Nigel Macara – bateria (1977–1978)
- Robin Le Mesurier – guitarra solo (1977)
- Joey Carbone – teclados, clavinet (1977)
- Howard Sukimoto – baixo (1977)
- Ken Francis – guitarra solo (1978)
- Tim Gaze – guitarra solo (1978)
- Bill Putt – baixo (1978)
- Rick Mellick – teclados (1978)
- Brian Hamilton – vocais, baixo (1978–1979)
- David Moyse – guitarra solo, vocais de apoio (1978–1983)
- Ralph Cooper – bateria, percussão (1978–1983, 1983–1988, 1991–1993)
- Jamie Rogers – baixo (1979)
- Criston Barker – baixo, vocais de apoio (1979–1980)
- David Green – baixo, vocais de apoio (1980–1983)
- Frank Esler-Smith – teclados (1981–1983, 1983–1986, died 1991)
- Don Cromwell – baixo, vocais de apoio (1983–1987)
- Ken Rarick – teclados (1983–1986)
- Wally Stocker – guitarra solo (1985–1986)
- Robin Swensen – teclados, vocais de apoio (1986–1988)
- Greg Hilfman – teclados, vocais de apoio (1986–1988)
- Tim Godwin – guitarra solo, vocais de apoio (1986–1987)
- Jimmy Haun – guitarra solo (1987–1993, 2001)
- Larry Antonino – baixo (1988–1994, 1997, 2000–2001)
- Michael Sherwood – teclados, vocais de apoio (1988–1994, 1997)
- David Young – teclados (1988–1993)
- Guy Allison – teclados (1990–1995, 1997)
- Cliff Rehrig – baixo (1992–2000)
- Michael Thompson – guitarra solo (1992–1994)
- Mark Williams – bateria (1992–2002)
- Hans Zermuehlen – teclados (1993–1994)
- Billy Sherwood – baixo, vocals (1993–1994)
- Jed Moss – piano (1995–2009)
- Christopher Pellani – percussão, vocais de apoio (1997, 1999)
- Jonni Lightfoot – baixo (2001–2016)
- Mike Zerbe – bateria (2002–2011)
- Amir Efrat – teclados (2009–2016)
- Christian Nesmith – guitarra solo (2010–2011)
- CJ Burton – bateria (2009–2013)
- Tiki Pasillas – bateria (2012–2014)
- Aviv Cohen – bateria (2014–2020)
- Derek Frank – baixo (2016–2017)

## Discografia

### Álbuns de estúdio
| Ano  | Álbum                                 | Gravadora                 |
| ---- | ------------------------------------- | ------------------------- |
| 1976 | Air Supply                            | Australian Record Company |
| 1977 | The Whole Thing Started               | Epic/Sony                 |
| 1977 | Love & Other Bruises                  | Columbia Records          |
| 1979 | Life Support                          | Big Time Records          |
| 1980 | Lost in Love                          | Arista Records            |
| 1981 | The One That You Love                 | Arista Records            |
| 1982 | Now and Forever (álbum de Air Supply) | Arista Records            |
| 1985 | Air Supply                            | Arista Records            |
| 1986 | Hearts In Motion                      | Arista Records            |
| 1987 | The Christmas Album                   | Arista Records            |
| 1991 | The Earth Is...                       | Giant Records             |
| 1993 | The Vanishing Race                    | Giant Records             |
| 1995 | News from Nowhere                     | Giant Records             |
| 1997 | The Book of Love                      | Giant Records             |
| 2001 | Yours Truly                           | Giant Records             |
| 2003 | Across the Concrete Sky               | A Nice Pair               |
| 2010 | Mumbo Jumbo                           | A Nice Pair               |

### Compilações
| Ano  | Álbum                                 | Gravadora       |
| ---- | ------------------------------------- | --------------- |
| 1983 | Greatest Hits                         | Arista Records  |
| 1995 | Now and Forever... Greatest Hits Live | Giant Records   |
| 1999 | The Definitive Collection             | Arista Records  |
| 2003 | Forever Love: 36 Greatest Hits        | BMG             |
| 2004 | Platinum and Gold Collection          | Arista Records  |
| 2005 | The Singer and the Song               | A Nice Pear     |
| 2005 | Love Songs                            | Artista Records |

### Projectos solo
| Ano  | Álbum                                                              | Gravadora      |
| ---- | ------------------------------------------------------------------ | -------------- |
| 1988 | Russell Hitchcock (álbum solo de Russell Hitchcock)                | Arista Records |
| 2002 | The Heart of the Rose: A Rock Opera (álbum solo de Graham Russell) | A Nice Pear    |
| 2002 | Celestine Travelers (álbum solo de Graham Russell)                 | A Nice Pear    |
| 2007 | The Future (álbum solo de Graham Russell)                          | A Nice Pear    |
| 2008 | Take Time (álbum solo de Russell Hitchcock)                        | —              |